# منس
ميوص أو مُنْس أو مُنص أو (نقحرة: مونس) (تسمى بالفرنسية Mons) مدينة بلجيكية مقاطعة هينو في جنوب الوسط الغربي من بلجيكا. وتعتبر مدينة مُنس مركز رأس المال في مقاطعة هينو،

## عدد السكان
عدد السكان يبلغ 93,929 نسمة حسب إحصاء 2012 /01/11. نسبة الذكور تبلغ 47.78% من السكان ونسبة الإناث تبغ 52.22%، وتبغ الكثافة السانية حوالي 623 نسمة / كم ².

## التاريخ
عُثر على بعض أدوات الصوان الحجري اتي تعود إلى فترة العصر الحجري. وفي العصر الروماني عندما وصل الإمبراطور الروماني يوليوس قيصر إلى المنطقة في القرن الأول قبل الميلاد استقرت بعض الحاميات الرومانية في المنطقة والتي أطق عيها الرومان اسم كاستروم. وعند إنشاء المدينة في القرن السابع الميلادي أطق عليها لمونتيس. بنيت كنيسة القديسين بطرس وبولس قرب تلة مُنس في مكان يسمى أورسيدونغوس التي تعرف الآن باسم سانت غيسلان. بعد فترة ليست بعيدة قتلت القديسة واودرو ابنة الحاكم كرلوتير الثاني، وذلك بسبب إيمانها بالمسيحية في عام 688.م وطوّبت كقديسة في عام 1039.م
في القرن الثاني عشر حصن الكونت بالدوين، كونت هينو، مدينة مُنس ونما عدد سكانها بسرعة، وازدهرت التجارة، وشيدت الكثير من الأبنية والأسواق التجارية، واعتبرت مدينة مُنس عاصمة مقاطعة ليمبورغ في عام 1295. بنى الكونت ماتيوس دي لاينيس كنيسة القديسة واودروا. في عام 1515، تولّى شارل الخامس الحكم في مُنس كما عُيّن كونت في لمقاطعة هايناوت.. وفي هذه الفترة اشتهرت المدينة باكثير من الحرف والمهن، وفي شهر مايو من 1572 استولت الأقلية البروتستانتية بقيادة الزعيم البروتستانتي لويس الناسوي، وذلك في خضم فترة الحروب الدينية الطائفية بين الكاثوليك والبروتستانت والتي اجتاحت أوروبا.
في 8 أبريل من عام 1691، وبعد تسعة أشهر من الحصار العسكري للمدينة اقتحمت الجيوش الفرنسية المدينة بقيادة الملك لويس الرابع عشر. وفي عام 1697 سقطت المدينة بأيدي النمساويون وبقيت مدينة مُنس تنتقل بالتناوب بين فرنسا والنمسا من عام 1697 حتى عام 1701.م وعادة مُنس إلى النمسا بعد دعم الهولنديين لها وتنازلت عنها فرنسا بعد توقيع معاهدة أوترخت عام 1713.م، ولكن الفرنسيين لم يستسلموا بسهولة، فقد قاد لويس الخامس عشر قوة عسكرية حاصرت المدينة واحتلتها مرة أخرى في عام 1746.م بعد سقوط الإمبراطورية الفرنسية في عام 1814 احتل ملك هولندا وليام الأول المدينة وأعاد المدينة لتكون تابعة لبلجيكا. تعرضت المدينة للهجوم من قبل القوات البريطانية التي نزلت فيها في الحرب العالمية الأولى، واحتلت من قبل الألمان الذين طردوا الإنجليز منها وبقيت محتلة من قبل الألمان إلى حتى أواخر أيام الحرب حيث حررتها قوات كندية وأعادتها إلى بلجيكا، تعرضت المدينة للدمار في الحرب العالمية الثانية، حيث وقعت في أيلول من عام 1944 معركة في محيط المدينة بين القوات الأمريكية والقوات الألمانية المنسحبة.. أُعيد بناء المدينة من جديد بعد الحرب، وأصبحت قرية سست القريبة من مدينة مُنس مركزا لقوات حلف شمال الأطلسي. تضم المدينة اليوم ثلاثة جامعات ومركز تجاري كبير.

## المعالم
1. غراند بليس أو ما المكان الكبير هو مركز المدينة التاريخي.
2. قاعة المدينة، وتشتهر بطرازها المعماري القوطي ويقف أمامها تمثال لقرد يقال أنه يجلب الحظ للذين ينقرون على رأسه.
3. كنيسة القديسة واودروا التي تصنف على أنها من مواقع التراث العالمي، يرجع تاريخها إلى القرن السابع عشر.
4. .البيت الأسباني والذي يعود تاريخه إلى القرن السادس عشر.

## وصلات خارجية
- الموقع الرسمي للمدينة
- موقع التراث العالمي مونيسس
- موقع مدينة دودو